# PABPN1
PABPN1‏ (Poly(A) binding protein nuclear 1) هوَ بروتين يُشَفر بواسطة جين PABPN1 في الإنسان.